# Stora Sniken
Stora Sniken är en sjö i Karlskoga kommun i Värmland och ingår i Göta älvs huvudavrinningsområde. Sjön är 6 meter djup, har en yta på 0,004 kvadratkilometer och befinner sig 202 meter över havet.